# Nádor Gyula
Nádor Gyula, 1882-ig Neumann (Nagykőrös, 1860. április 30. – Budapest, 1889. december 30.) magyar zeneszerző, népzenegyűjtő, író, Nádor József bátyja.

## Élete
Nádor Kálmán (1831–1917) zeneműkiadó és Rothbaum Rozália (1841–1926) gyermekeként született.
Írt körülbelül 70 nótazenét, melyek szövegét is nagyobbrészt ő írta.
Ismertebb nótái:
- Felkötöm a rézsarkantyúm
- Gerendási pipagyújtó csárdában (szöveg: Balog István)
- Haldoklik a hajnalcsillag (sz.: Rátkay László)
- Hej, be hangos a Becsali csárda (sz.:Balog István)
- Kéket nyílik az ibolya, nem sárgát
- Zavaros a Bodrog, ha megárad
- A faluban a legárvább én vagyok

Keringői közül a Fata Morgana a legismertebb. A Magduska öröksége és Az uzsgyai göngy című népszínművek betétdalai is az ő művei.
Ő szerkesztette az Ezeregy éjszaka (alcíme: Arab regék) című 1885-ben kiadott könyvet.